# Woodgreen
Woodgreen est un village et une paroisse civile dans le district de New Forest et le comté du Hampshire, en Angleterre.

## Géographie

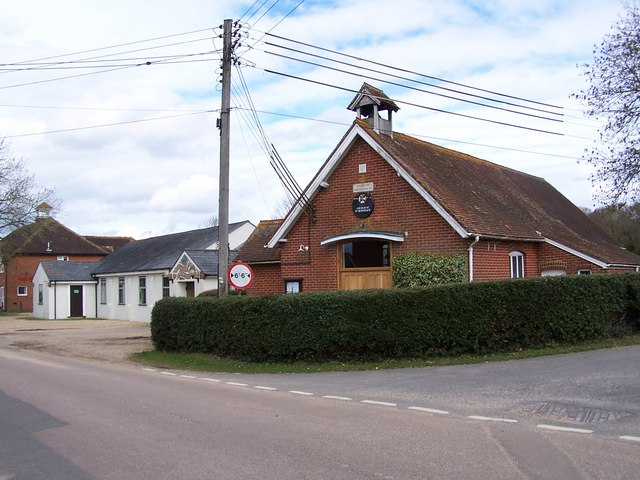
Église et salle communale.

La paroisse civile de Woodgreen est constituée de seulement 47 acres (19 ha), à sa création en 1858.

### Localisation
Woodgreen se situe entre Breamore et Hale, à l'est de la rivière Avon.
La localité est située au sud de la ville de Salisbury, la ville la plus proche est Fordingbridge située au sud-ouest.

### Démographie
D'après le recensement de 2001, la paroisse comptait 537 habitants pour 220 ménages.
En 2011, 489 habitants sont recensés.

### Transports
La gare la plus proche est la gare de Dean (en).

### Équipements
Le village a un pub appelé The Horse and Groom.
En 2006, le magasin du village et le bureau de poste ont été menacés de fermeture. Le village s'est ressaisi et a repris le bail pour cinq ans.
Le 14 mai 2011, un nouveau Woodgreen Community Shop a été ouvert après plus de quatre ans de campagnes et de collectes de fonds par la communauté locale.

### Environnement
Les deux tiers de la paroisse sont composés de zones boisées, de landes, de prairies acides, de broussailles et de tourbières. La richesse et la diversité de la faune s'en trouvent favorisées.

## Toponymie
Le village est connu sous le nom de Woodgreen depuis le milieu du XVIIe siècle. « Wood » est l'enceinte de Godshill qui sépare le village du reste de la New Forest ; « Green » est un nom courant dans le sud de l’Angleterre pour une localité secondaire, du genre hameau.

## Histoire
À 1 600 mètres au sud du village, se trouvent les vestiges de terrassement de Castle Hill ', comprenant un anneau ovale, motte avec une cuvette extérieure, dite « Motte-and-bailey ».
Le château était peut-être un « site fortifié », déjà cité en 1148.
Woodgreen était à l'origine une zone extra-paroissiale de la New Forest, considérée comme faisant partie de la zone de perception de la dîme de Godshill.
En 1932, la paroisse a été agrandie avec l'ajout de 166 acres (67 ha) de la paroisse de Breamore et de 175 acres (71 ha)s de la paroisse de Hale.
Lorsque la salle des fêtes a été construite en 1930-1931, deux étudiants du Royal College of Art (Robert Baker et Edward Payne) ont été missionnés par le Carnegie Trust pour décorer entièrement les murs avec des peintures murales, représentant la vie du village tel qu’il était à l’époque,.
La fresque montre des braconniers regardant depuis Castle Hill, l'école du dimanche dans l'église méthodiste, la danse folklorique, la cueillette des fruits, le cheval et le marié, l'exposition de fleurs du village, la fabrication du cidre et le gardien qui allume le poêle.
Le bâtiment qui est maintenant l'église du village date de 1913, c'était à l'origine une salle de lecture de l'église.
En 1949, église a été consacrée à saint Boniface, elle a été étendue à sa taille actuelle en 1963.
Depuis 1927, Woodgreen fait partie de la « paroisse ecclésiastique » de Hale et Woodgreen, partageant le même clergé et les mêmes services religieux.

## Administration
Le conseil paroissial de Woodgreen compte sept membres.
La paroisse fait partie de la Downlands and Forest Ward qui est représentée au conseil de district de New Forest par un seul siège, actuellement occupé par Edward Heron du Parti conservateur.
Woodgreen est dans la circonscription parlementaire, New Forest West représentée par un autre conservateur, Desmond Swayne,.